# Enterprise 2.0
Enterprise 2.0 (Предприятие 2.0) — система веб-технологий, обеспечивающих возможность оперативной совместной работы, обмена информацией и совместного принятия решений на предприятии.

## История
Термин Enterprise 2.0 был впервые употреблен профессором Гарвардской школы бизнеса Эндрю МакАфи в 2006 году.

## Общие возможности бизнеса

### Выявление экспертов
Способность выявить экспертов дает корпорациям возможность для решения бизнес-проблем с участием высококвалифицированных специалистов, которые трудно сформулировать или сообщить в явном виде. Динамичные анкеты и поисковые запросы пользователей могут стать неотъемлемым компонентом инфраструктуры, которая поощряет незапланированное сотрудничество и неформальные взаимодействия в качестве эффективного средства для решения проблем бизнеса. Выявление экспертов повышает производительность и успех организации путём определения статуса и места человеческого опыта в глобально распределенных и все более виртуальных организациях. Таким образом, включение в бизнес процессы инструментов социальных сетей, размещение анкет сотрудников и поиск по ним, облегчит руководителям возможность найти нужного человека или группу людей для выполнения соответствующих задач.

### Корпоративные блоги
Как и личные блоги, корпоративные блоги используют одинаковые технологии, в данном случае для посланий руководства, электронных журналов и форумов управления знаниями. Корпорации Google и Facebook — пионеры этой практики в рамках собственных организаций. Вместо показушного запуска или пресс-конференций, организации приступили к использованию внутренних и внешних корпоративных блогов. Корпоративные блоги становятся частью стандартного набора корпоративных средств коммуникации и новым портфелем социально-медийных средств. Такие возможности, как теги и рейтинг помогают сотрудникам найти информацию и делится мнением о политике и процедурах организации.

### Корпоративные Вики порталы
Wiki, как и блоги, выполняют роль платформы для сотрудничества и общения. Корпоративный wiki дает экспертам предметных областей простой в использовании инструмент для публикации их объяснения по любому вопросу. Например, корпоративный wiki может содержать словарь сокращений и терминов, используемых в организации. Крупные корпорации создают многоуровневые wiki так, чтобы каждое подразделение имело возможность добавлять элементы в свои wiki и затем принимать решение о том, какие элементы должны быть распространены до обще корпоративного уровня.

### Платформы внутренних сообществ
Платформы внутренних сообществ дают возможность сотрудникам организации создание виртуальных форумов для обмена мнениями, знаниями и опытом в предметных областях по интересующим вопросам. Часто сообщества участвуют в обменах неструктурированных идей, некоторые из которых выделяются в зрелые идеи вследствие зарождения интереса со стороны сообщества.

### Формирование идеи
Способность к формированию и восприятию идей, может включать в себя структурированную методологию бизнеса по сбору и инкубированию инновационных идей, которые могут созреть с участием сообщества. Страничка для обратной связи на веб сайте компании может быть одним из простых примеров системы управления взаимосвязи организации для получения идей от своих клиентов и сотрудников.